# Eudonia meristis
Eudonia meristis là một loài bướm đêm trong họ Crambidae.